# Xiphophasma
Xiphophasma is een geslacht van Phasmatodea uit de familie Heteronemiidae. De wetenschappelijke naam van dit geslacht is voor het eerst geldig gepubliceerd in 1913 door Rehn.

## Soorten
Het geslacht Xiphophasma omvat de volgende soorten:
- Xiphophasma debilis (Piza, 1938)
- Xiphophasma fragilis (Piza, 1938)
- Xiphophasma missionum Rehn, 1913